# Центральний (Барнаульський міський округ)
Центра́льний (рос. Центральный) — селище у складі Барнаульського міського округу Алтайського краю, Росія.

## Населення
Населення — 1955 осіб (2010; 1838 у 2002).
Національний склад (станом на 2002 рік):
- росіяни — 93 %